# L'ordre et la morale
L'ordre et la morale és una pel·lícula francesa de 2011, dirigida, coproduïda i coescrita per Mathieu Kassovitz. L'obra es basa en el llibre La Morale et l'Action (1990) de Philippe Legorjus, capità del Grup d'Intervenció de la Gendarmeria Nacional (GIGN) durant la presa d'ostatges d'Ouvéa de 1988 que el film escenifica, així com també en l'obra col·lectiva Enquête sur Ouvéa.

## Argument
El 22 d'abril de 1988, entre les dues voltes de les eleccions presidencials franceses, les tropes militars d'aquest estat fan efectiva l'ordre d'assalt a l'illa d'Ouvéa, a Nova Caledònia, després de l'assassinat de quatre gendarmes i la subsegüent presa d'hostatges de trenta gendarmes mòbils, a mans d'independentistes kanaks del Front d'Alliberament Nacional Canac Socialista.

## Repartiment
El conjunt d'intèrprets que van participar en la pel·lícula van ser:
- Mathieu Kassovitz com a Philippe Legorjus, capità del GIGN
- Iabe Lapacas com a Alphonse Dianou
- Malik Zidi com a Jean-Pierre Picon
- Alexandre Steiger com a Jean Bianconi
- Daniel Martin com a Bernard Pons
- Philippe Torreton: Christian Prouteau
- Sylvie Testud com a Chantal Legorjus, esposa de Philippe Legorjus
- Steeve Une com a Samy
- Philippe de Jacquelin Dulphé com a general de brigada Vidal
- Patrick Fierry com a coronel de l'exèrcit Dubut
- Jean-Philippe Puymartin com a general de la gendarmeria Jérôme
- Stefan Godin com a tinent coronel de gendarmeria Benson
- François Neudjen «Kötrepi» com a Nine Wea
- Macki Wea com a Djubelly Wea
- Pierre Gope com a Franck Wahuzue
- Alphonse Djoupa com a Hilaire Dianou
- Dave Djoupa com a Wenceslao Laveloa
- Henry Wea «Aïzik» com a cuiner Imwone
- Aira Gnipate «Toulousie» com a pastor Tom Tchacko
- Mathias Waneux com a cap Hwadrilla
- Stephane Delesne com a Arthur, tinent coronel de l'11a de xoc
- Jean-Christophe Drouard com a Jayot, capità de l'escamot Hubert
- Aladin Reibel com a Norlain, general de la Brigada Aèria
- Patricia Wéa com a mare de la tribu
- Marc Robert com a Marco, del GIGN

## Producció
Mathieu Kassovitz va conèixer el poble kanak per primera vegada l'any 2001, abans d'escriure el guió, per demanar-li permís per fer una pel·lícula sobre la seva història. Llavors, Kassovitz va trigar dos anys a escriure una primera versió del guió. A mesura que va evolucionar la situació política, mentre Kassovitz feia nous viatges a Nova Caledònia i recull nous testimonis (tant de soldats com de kanaks), el guió es va reelaborar i es van escriure 25 versions diferents en l'espai de vuit anys.
Inicialment previst per a ser rodat a Nova Caledònia, a l'escena de la presa d'ostatges d'Ouvéa, el rodatge es va traslladar finalment a la Polinèsia Francesa després de l'oposició d'una part de la població de Caledònia, inclosa els kanaks.

## Crítica i polèmica

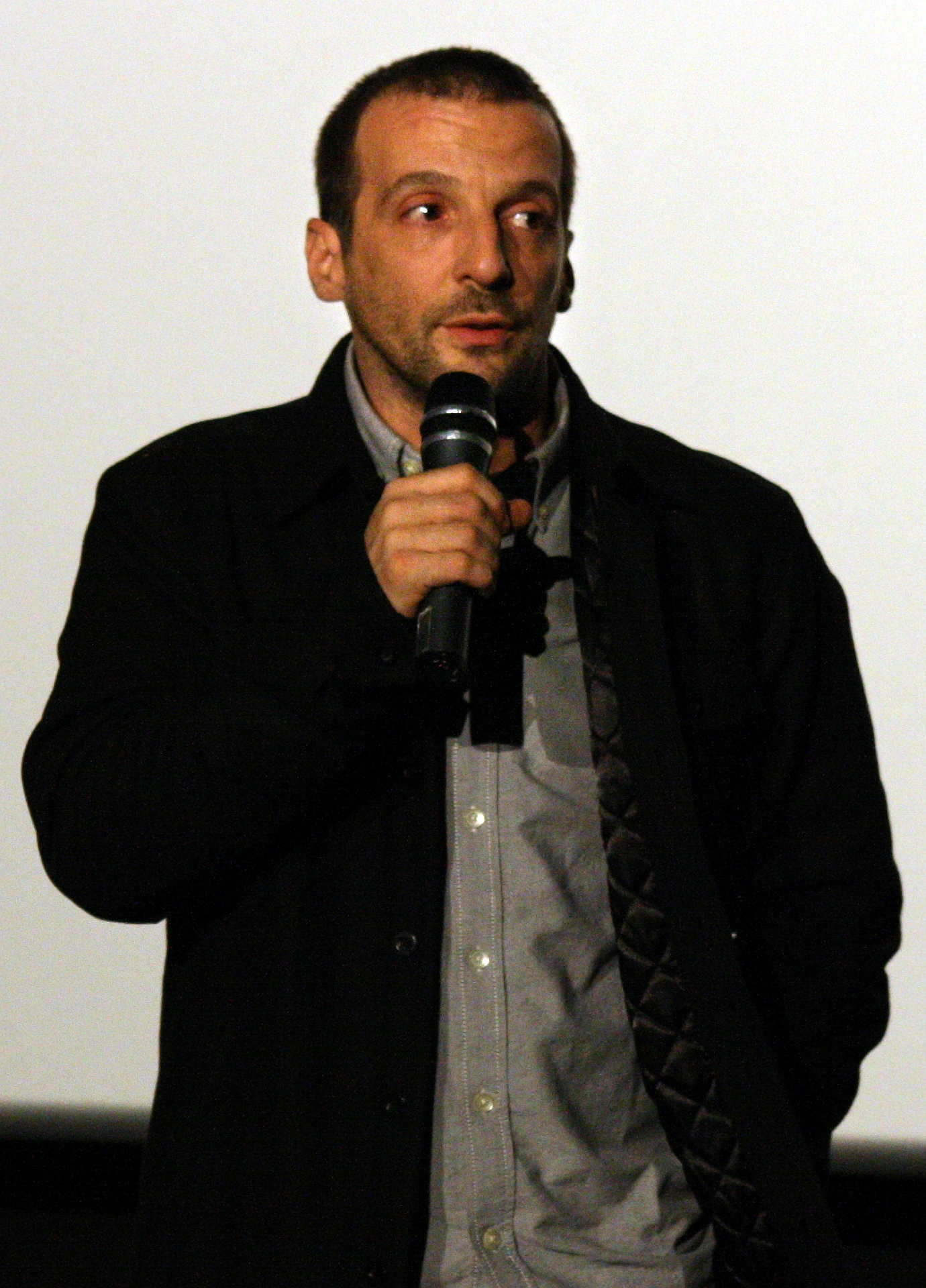
Mathieu Kassovitz l'any 2011 abans de l'estrena

Moltes controvèrsies van precedir l'estrena de la pel·lícula. Si bé la productora va demanar els mitjans de l'exèrcit francès per a reconstituir determinats conjunts, aquest s'hi va negar després d'haver conegut l'esperit de l'obra, contrària a la versió històrica i qüestionant-la d'una manera excessivament militant.
Encara com a reacció al guió, al biaix de l'autor i a l'oposició d'una part de la població local kanak, va ser impossible rodar la pel·lícula al lloc de la tragèdia per motius de seguretat. Va ser, doncs, enregistrada a la Polinèsia Francesa, amb el suport de les autoritats polítiques locals. En el moment de la seva estrena, pel·lícula no es va estrenar a les sales de Nova Caledònia. L'únic operador existent a l'illa va rebutjar perquè el treball de Kassovitz era «massa caricaturesca i polèmica» i va acusar la pel·lícula de «reobrir ferides guarides». Segons Jean Bianconi, el fiscal adjunt que va intervenir en les negociacions, «aquesta pel·lícula només dona una visió parcial i inexacta dels fets que no servirà per a la reconciliació entre les comunitats i suposarà un cop terrible a totes les famílies de les víctimes: gendarmes, soldats de l'11è batalló d'assalt, kanaks, que així veuen reavivar un dolor que només el temps pot apaivagar».
Esgotat per la crítica, i davant el baix èxit de la pel·lícula, Kassovitz va respondre: «Em molesta el cinema francès. Aneu a fotre amb les vostres pel·lícules de merda».

## Premis i nominacions
| Any  | Premi                        | Categoria                           | Nominació                                         | Resultat  | Ref.   |
| ---- | ---------------------------- | ----------------------------------- | ------------------------------------------------- | --------- | ------ |
| 2011 | Festival de Cinema de Sarlat | Salamandra d'Or (premi del públic)  | Mathieu Kassovitz                                 | Guanyador | [ 9 ]  |
| 2011 | Festival de Cinema de Sarlat | Premi dels estudiants de secundària | Mathieu Kassovitz                                 | Guanyador | [ 9 ]  |
| 2011 | Festival de Cinema de Sarlat | Premi del jurat jove                | Mathieu Kassovitz                                 | Guanyador | [ 9 ]  |
| 2012 | Premis César                 | Millor adaptació                    | Mathieu Kassovitz, Pierre Geller i Benoît Jaubert | Nominats  | [ 10 ] |